# リーフ賞
リーフ賞（英：The LEAF Awards）は、世界の建築家コミュニティーにおいて次世代の基準となる作品を評価し、建築デザインの発展を目的とする国際建築賞。ヨーロッパ主要建築家フォーラム（Leading European Architects Forum、LEAF）の運営で、2004年に始まり、年に一度開催される。現在の正式名称は、スポンサーの名前を冠し、ABB・リーフ賞（英：ABB LEAF Awards）。
リーフ賞は、2017年現在、大賞および18の部門賞からなり、授賞式前年の1月から当年6月までの18ヶ月間の間に完成した応募作品を対象に選考される。

## 部門
2017年度のリーフ賞の部門は以下のとおり。授賞式の約2か月前に、各部門3作品から4作品のショートリスト作品が発表され、授賞式当日に各部門賞が発表される。さらに、各部門賞を獲得した作品10点が、自動的に大賞選考のショートリスト作品となり、この中から大賞受賞作品が発表される。
- 大賞 （Overall Winner）
- 生涯貢献部門 （Lifetime Achievement of the Year）
- 個人住宅部門 （Residential Building of the Year (single occupancy)）
- 集合住宅部門 （Residential Building of the Year (multiple occupancy)）
- 商業建築部門 （Commercial Building of the Year）
- 公共建築部門 （Public Building of the Year）
- 複合建築部門 （Mixed-Use Building of the Year）
- 国際インテリアデザイン（完成）・国際インテリアデザイン（FUTURE）部門 （International Interior Design Award）
- アーバンデザイン部門 （Urban Design of the Year
- 若手建築家部門 （Young Architect of the Year）
- 構造デザイン部門 （Best Structural Design of the Year）
- 持続可能な開発（完成）・持続可能な開発（FUTURE）部門 （Best Sustainable Development）
- 開発部門 （Developer and Development Project of the Year）
- ファサード部門 （Best Façade Design and Engineering of the Year）
- リファービッシュ部門 （Refurbishment of the Year）
- FUTURE(施工中）・FUTURE(図面）部門 （Best Future Building of the Year）
- ホスピタリティ(完成）・ホスピタリティ(FUTURE）部門 （Hospitality Building of the Year）

## 大賞受賞作品
| 開催年 | 受賞者                                                      | 作品                                                        | 所在地                          |
| ------ | ----------------------------------------------------------- | ----------------------------------------------------------- | ------------------------------- |
| 2005年 | ヘニング・ラーセン・アーキテクツ · デンマーク               | コペンハーゲンIT大学                                        | コペンハーゲン · デンマーク     |
| 2006年 | デイヴィッド・チッパーフィールド イギリス                   | ベレス・エ・ベンツ                                          | バレンシア スペイン             |
| 2007年 | スキッドモア・オーウィングズ・アンド・メリル アメリカ合衆国 | ARB Bank                                                    | リヤド サウジアラビア           |
| 2008年 | シュミット・ハマー・ラッセン · デンマーク                   | パフォーマー・ハウス                                        | シルケボー · デンマーク         |
| 2009年 | ウッズ・バゴット オーストラリア                             | カタール・サイエンス&テクノロジー・パーク                   | ドーハ カタール                 |
| 2010年 | ボーガートマン・アンド・パートナーズ 南アフリカ共和国       | サッカーシティ国立競技場                                    | ヨハネスブルク 南アフリカ共和国 |
| 2011年 | OBR イタリア                                                | Milanofiori Housing Complex                                 | ミラノ イタリア                 |
| 2012年 | 藤本壮介建築設計事務所 日本                                 | 武蔵野美術大学図書館                                        | 東京都小平市 日本               |
| 2013年 | archi5 フランス                                             | Marsan Mediatheque                                          | モン＝ド＝マルサン フランス     |
| 2014年 | アトリエ・ジャン・ヌーヴェル＆PTW ARCHITECTS フランス       | One Central Park                                            | シドニー オーストラリア         |
| 2015年 | 中村拓志+NAP建築設計事務所 日本                             | リボンチャペル                                              | 広島県尾道市 日本               |
| 2016年 | Ian Ritchie Architects Ltd. イギリス                        | Sainsbury Wellcome Centre for Neural Circuits and Behaviour | ロンドン イギリス               |
| 2017年 | II BY IV DESIGN カナダ                                      | The Residences of 488 University Ave                        | トロント カナダ                 |
| 2018年 | ザハ・ハディッド・アーキテクツ イギリス                     | ポートハウス                                                | アントワープ ベルギー           |
| 2019年 | MOZHAO ARCHITECTS 中国                                      | Zishe·Planting Pavilion and Planting Terrace                | Shenzhen 中国                   |

## 開催地
リーフ賞授賞式は毎年場所を変えて開催される。これまでの開催日時および開催地は以下のとおり。
- 第1回　2004年
- 第2回　2005年
- 第3回　2006年9月16日　ドバイ、マリオット・ホテル
- 第4回　2007年11月29日　ロンドン、ザ・ウォルドルフ・ヒルトン
- 第5回　2008年10月23日　ロンドン、ザ・ドーチェスター
- 第6回　2009年9月4日　ベルリン、ザ・リッツ・カールトン　ベルリン
- 第7回　2010年9月10日　ロンドン、インターコンチネンタル　ロンドン・パークレーン
- 第9回　2012年9月21日　ロンドン、フォーシーズンズホテル　ロンドン
- 第13回　2016年10月14日　ロンドン、Millenium Glouster Hotel　ロンドン
- 第14回　2017年9月21日　ロンドン、The Royal Horseguards Hotel　ロンドン
- 第15回　2018年10月18日　フランクフルト、Frankfurt Marriott Hotel　フランクフルト
- 第16回　2019年10月24日　ベルリン、Berlin Marriott Hotel　ベルリン

## 日本関連
2008年（第5回）受賞作品
- 商業建築部門　隈研吾建築都市設計事務所　「サントリー美術館」（東京都港区）

2008年（第5回）ノミネート作品
- 商業建築部門　隈研吾建築都市設計事務所　「音戸市民センター」（広島県呉市）
- 個人住宅部門　筒井康二建築研究所　「Industrial Designer House」（東京都世田谷区）

2009年（第6回）ノミネート作品
- 個人住宅部門　田頭健司建築研究所　「House in Takanohara II」（京都府）

2010年（第7回）受賞作品
- 個人住宅部門　MOUNT FUJI ARCHITECTS STUDIO　「PLUS」 （静岡県熱海市）
- 持続可能な開発部門　中村勉総合計画事務所　「七沢希望の丘初等学校」（神奈川県厚木市）

2010年（第7回）ノミネート作品
- 集合住宅部門　飯田善彦建築工房　「横須賀市営鴨居住宅」 （神奈川県横須賀市）
- 商業建築部門　設計・計画 高谷時彦事務所　「鶴岡まちなかキネマ」（山形県鶴岡市）

2012年（第9回）ノミネート作品
- 個人住宅部門　藤本壮介建築設計事務所　「House NA」 （東京都中野区）
- 公共建築部門　藤本壮介建築設計事務所　「武蔵野美術大学図書館」（東京都小平市）
- インテリアデザイン部門　小川博央建築設計事務所　「森のチャペル」 （群馬県）
- 若手建築家部門　白川在建築設計事務所　「栄福寺演仏堂」（愛媛県）

2013年（第10回）受賞作品
- 集合住宅部門　岩田伸一郎建築設計事務所　「M-apartment」 （千葉県）
- 個人住宅部門　山下保博/アトリエ・天工人　「バウンダリー・ハウス」 （宮城県）
- HOSPITARITY BUILDING OF THE YEAR(年間最優秀賞）　藤井崇司／日建スペースデザイン　「京都センチュリーホテル　ロビーレストラン」 （京都市）
- サステイナブルな開発部門　山下保博/アトリエ・天工人　「備蓄倉庫」 （宮城県）
- Yasuhiro Yamashita + Kenji Mizukami + Ben Matsuno / TeMaLi Architect　「釜石復興公営住宅」 （岩手県）

2013年（第10回）ノミネート作品
- 個人住宅部門 井戸健治１級建築士事務所　「HOUSE IN TAKAMATSU」 （高松市）

2014年（第11回）受賞作品
- 集合住宅部門　MOUNT FUJI ARCHITECTS STUDIO　「SETO」 （広島県）

2014年（第11回）ノミネート作品
- 個人住宅部門　MOUNT FUJI ARCHITECTS STUDIO　「Shore House」 （神奈川県）
- 集合住宅部門　山口誠デザイン　「OGGI」 （東京都）
- HOSPITARITY BUILDING OF THE YEAR(年間最優秀賞）　Ryuichi Ashizawa Architects & Associates　「琵琶湖のエコトーンホテル / Sound of Wind」 （滋賀県）

2015年（第12回）受賞作品
- REFURBISHMENT OF THE YEAR(年間最優秀賞）　藤井崇司／日建スペースデザイン　「ANAクラウンプラザホテル広島　木漏れ陽のチャペル」 （広島市）

2015年（第12回）ノミネート作品（ショートリスト）
- 国際インテリアデザイン部門 　日建スペースデザイン　　「エクイニクス OS1 IBXデータセンター」 （大阪府）
- リファービッシュ部門　日建スペースデザイン　　「ANAクラウンプラザホテル広島」 （広島県）
- 持続可能な開発部門　nA Nakayama Architects and Makoto Nakayama　　「籤HIGO」 （北海道）

2016年（第13回）ノミネート作品（ショートリスト）
- 個人住宅部門　bandesign　「Everlong」 （愛知県）
- 国際インテリアデザイン部門　佐々木龍一／佐々木設計事務所　+　奥村梨枝子／ATELIER O　　「米洲ギャラリー」 （東京都）
- リファービッシュ部門　サポーズデザインオフィス　「ONOMICHI U2」 （広島県）
- ベストサステイナブルDevelopment 部門　中村拓志+NAP建築設計事務所　「上勝パブリックハウス」 （徳島県）
- ベストサステイナブルDevelopment 部門　山崎健太郎デザインワークショップ　「はくすい保育園」 （千葉県）
- Best Façade Design and Engineering 部門　相坂研介設計アトリエ　「慶雲ビル」 （東京都）

2017年（第14回）受賞作品
- 国際インテリアデザイン部門 　日建スペースデザイン　　「エクシブ鳥羽別邸」 （三重県）

2017年（第14回）ノミネート作品（ショートリスト）
- 集合住宅部門 　佐々木龍一／佐々木設計事務所　+　奥村梨枝子／ATELIER O　, 郷内秀峰／モデリア　(PRODUCER),大橋伸光／秀光建設　(建築主)　「モデリアデイズ護国寺」 （東京都）
- ホスピタリティ（完成） 部門　中村拓志+NAP建築設計事務所　「ベラビスタ レストラン エレテギア」 （広島県）
- ホスピタリティ（完成） 部門　Momoeda Yu Architecture Office　「長崎県 丘の礼拝堂」 （長崎県）

2018年（第15回）ノミネート作品（ショートリスト）
- ベストリジェネレイティブインパクト部門　パーシモンヒルズ・アーキテクツ　「CUT」（神奈川県）
- ベストリジェネレイティブインパクト部門　YDS建築研究所　「House N」（東京都）
- ミックスユーズビルディング部門　MOUNT FUJI ARCHITECTS STUDIO 「道の駅ましこ」　（栃木県）
- 個人住宅部門　アーキテクトン　「Landing House II」（千葉県）
- 個人住宅部門　ヒココニシアーキテクチュア　「Taki」（北海道）
- 国際インテリアデザイン部門　Matsuya Art Works / KTX archiLAB　「The Racket Submarine」（兵庫県）
- 国際インテリアデザイン部門 　日建スペースデザイン　「IBM Japan Osaka Office」（大阪府）
- 商業建築部門　Matsuya Art Works / KTX archiLAB　「The Edge of the Wood」（兵庫県）
- 商業建築部門  日建設計　「東急プラザ銀座」（東京都）
- ホスピタリティ（完成） 部門　Nakayama Architects　「Zaborin」（北海道）
- ホスピタリティ（完成） 部門　百枝優建築設計事務所　「Four Funeral Houses」（福岡県）
- パブリックビルディング　部門　MOUNT FUJI ARCHITECTS STUDIO　「道の駅ましこ」（栃木県）
- Best Achievement in Environmental Performance 部門　小堀哲夫／小堀哲夫建築設計事務所　「NICCAイノベーションセンター」（福井県）
- Best Façade Design & Engineering　部門　 大林組　「THKビルディング」（東京都）

2019年（第16回）受賞作品
- 個人住宅部門 藤原・室 建築設計事務所 「House in Toyonaka」（大阪府）

2019年（第16回）ノミネート作品（ショートリスト）
- Best Arts & Culture Building Project　部門　日建設計　「國學院大學ラーニングセンター」（東京都）
- 集合住宅部門 　佐々木龍一／佐々木設計事務所　「DAITA」（東京都）
- ベストインテリアデザイン部門　成瀬・猪熊建築設計事務所　「Nine Hours Namba Station」（大阪府）
- ベストインテリアデザイン部門　日建スペースデザイン　「JR西日本 TWILIGHT EXPRESS 瑞風」（日本）
- 商業建築部門　 KTX archiLAB　「Cloud of Luster Wedding Chapel」（兵庫県）
- 商業建築部門　日建設計　「上海緑地中心」（中国上海市）
- 商業建築部門　日建設計　「住友不動産麻布十番ビル」（東京都）
- 商業建築部門　オノデラヨシヒロ建築設計室　「KP-Project」（埼玉県）
- ホスピタリティ（完成） 部門　東畑建築事務所　「THE THOUSAND KYOTO」（京都府）
- Best Public Building Project　日建設計　「長崎県庁舎」（長崎県）
- Best Façade Design & Engineering　部門　手塚建築研究所　「富岡商工会議所会館」（群馬県）